# اکو ولی (بازیگر پورنوگرافی)
اکو والی (انگلیسی: Echo Valley؛ زاده ۲۹ مهٔ ۱۹۵۴ درگذشته ۲۱ مهٔ ۲۰۱۱) بازیگر پورنوگرافی اهل ایالات متحده آمریکا بود.